# 布奇米
50°10′42″N 23°50′4″E / 50.17833°N 23.83444°E
布奇米（烏克蘭語：Бучми），是烏克蘭西部的村莊，隸屬利維夫州的利維夫區。該村面積6.35平方公里，海拔高度221米，2021年人口336，人口密度每平方公里52.91人。